# Aligátor Vízilabda Utánpótlás Sportegyesület
Az Aligátor Vízilabda Utánpótlás Sportegyesület, egy magyar vízilabdaklub, melynek székhelye Szombathelyen található. Jelenleg az  E.ON férfi OB I/b-ben, a magyar másodosztályban szerepel.
Hazai mérkőzéseit a Szombathelyi Városi Uszodában játssza.

## Története
- 1998. az első lépések, alapok letétele
- 2000. első vízbeszállás
- 2001. az első bajnoki szereplés felnőtt OB II.
- 2002. utánpótlás szervezése, toborzás
- 2003. első bajnoki szereplés az utánpótlás dunántúli bajnokságban
- 2004.  A felmenő rendszerű általános iskolai vízilabda beindítása
- 2012. Nagy Lajos Gimnázium első vízilabdás sportosztály
- 2014. Feljutás az Országos Utánpótlás Bajnokság elsőosztályába.
- 2016. OB II. felnőtt férfi bajnoki cím
- 2017. OB I/B felnőtt férfi bajnoki cím
- 2017. szeptember - 2020 március OB I-es szereplés
- 2020 június: Visszalépés az elsőosztályú szerepléstől a koronavírus-járvány miatt.

## Eredmények
- 2010-11: 22. helyezés a OB II-ben.
- 2011-12: 16. helyezés a OB II-ben.
- 2012-13: 7. helyezés a OB II-ben.
- 2013-14: Nem indultak
- 2014-15: 6. helyezés a OB II-ben.
- 2015-16: 1. helyezés a OB II-ben.
- 2016-17: 1. helyezés a OB I/B-ben.
- 2017-18: 13. helyezés a OB I-ben.
- 2018-19: 12. helyezés a OB I-ben.
- 2019-20: nincs helyezés, törölték a bajnokságot a koronavírus-járvány miatt.
- 2020-21: 2. helyezés az OB I/B-ben
- 2021-22: 3. helyezés az OB I/B-ben

## Keret
2018–19-es szezon
| №  | Nemzetiség | Játékos           | Születési idő                  | Poszt    | L/R |
| 1  | HUN        | Horváth Alex      | 1993. január 15. (32 éves)     | Kapus    |     |
| 2  | HUN        | Kiss Csaba        | 1978. június 6. (46 éves)      | rosszkéz |     |
| 3  | HUN        | Takács János      | 1991. június 22. (33 éves)     | center   |     |
| 4  | HUN        | Takács Kristóf    | 1994. szeptember 26. (30 éves) | bekk     |     |
| 5  | HUN        | Garancsy András   | 1995. november 20. (29 éves)   | átlövő   |     |
| 6  | HUN        | Hajmási András    | 1998. február 5. (27 éves)     | rosszkéz |     |
| 7  | HUN        | Juhász Máté Tibor | 1998. február 18. (27 éves)    | kapás    |     |
| 8  | HUN        | Irmes Pál         | 1997. január 1. (28 éves)      | kapás    |     |
| 9  | HUN        | Baj Marcell       | 1997. szeptember 26. (27 éves) | center   |     |
| 10 | HUN        | Polovic Krisztián | 1992. március 19. (33 éves)    | bekk     |     |
| 11 | HUN        | Galambos Gergely  | 2001. január 12. (24 éves)     |          |     |
| 12 | HUN        | Ekler Bendegúz    | 2000. november 14. (24 éves)   | kapás    |     |
| 13 | HUN        | Baranyai Ákos     | 2001. július 12. (23 éves)     | bekk     |     |
| 14 | HUN        | Kovács Barnabás   | 1999. november 7. (25 éves)    | Kapus    |     |
| 15 | HUN        | Kurucz Barnabás   | 1996. április 22. (28 éves)    |          |     |
| 16 | HUN        | Sági Benjamin     | 2000. augusztus 14. (24 éves)  | kapás    |     |
| 17 | SRB        | Basara Ivan       | 1988. október 25. (36 éves)    | kapás    |     |

| Szakmai stáb | Szakmai stáb  |
| ------------ | ------------- |
| Vezetőedző   | Matajsz Márk  |
| Másodedző    | Balsa Nikolic |

### Átigazolások(2018-19)
| Érkezők: - Takács János (Metalcom Szentes) - Irmes Pál (Budapesti Honvéd SE) | Távozók: |